# Leptapoderus sinicus
Leptapoderus sinicus es una especie de coleóptero de la familia Attelabidae.

## Distribución geográfica
Habita en la China.